# Cràter (metge)
Cràter (en llatí Craterus, en grec antic Κρατερός) era un metge grec que Ciceró menciona en algunes de les seves cartes, on diu que va assistir a la germana d'Àtic, Àtica, també anomenada Cecília o Pomponia, l'any 45 aC. És també esmentat per Horaci, Persi i Galè.